# Bandaressalame
Bandaressalame (meistens Bandaressalam oder Bandar Es Eslam) ist ein Dorf auf der Komoreninsel Mohéli. Es liegt in der Gemeinde Moili Mdjini, die zur Präfektur Fomboni gehört.

## Lage
Bandaressalame liegt an der Nordostküste von Mohéli. Die Inselhauptstadt Fomboni ist nur zwei Kilometer in westlicher Richtung entfernt, während sich Djoezi 1,5 Kilometer östlich des Dorfes befindet. In Richtung Inland ist die Insel stark bewaldet, teils mit tropischem Regenwald, und hügelig. Direkt bei Bandaressalame liegt der 119 Meter hohe Hügel Djoumadounia.

## Verkehr
Bekannt ist Bandaressalame durch den im Ort liegenden Flughafen der Insel. Der Flughafen Mohéli Bandar Es Eslam ist nach dem Dorf benannt. Zudem führt eine Straße sowohl nach Fomboni als auch nach Djoezi.